# خاندان جابری انصاری
خاندان جابری انصاری از خاندان‌های اشرافی و بانفوذ اصفهان در دوره‌های آق‌قویونلو، صفوی، افشار، زندیه و قاجار بودند. آنان نسب خود را به جابر انصاری، از صحابیان محمد می‌رساندند. در زمانی که الوند میرزا در اصفهان حکومت می‌کرد، وزیر او جلال‌الدوله جابری بود که فرمان وزارت او توسط خانوادهٔ انصاری نگهداری می‌شود. در دوران اسماعیل اول کمال‌الدین ابوالفتح انصاری، ناظر خزانهٔ سلطنتی بود. میرزا سلمان جابری اصفهانی معروف‌ترین چهره این خانواده است که وزیر اسماعیل دوم و سلطان محمد خدابنده بوده‌است. شاه عباس دوم دیوان استیفا را به میرزا صدرالدین محمد جابری سپرد و او را مستوفی‌الممالک ایران ساخت. در زمان شاه سلطان حسین کلانتری اصفهان با میرزا محمدرفیع جابری بود. با سقوط صفویان، نفوذ این خانواده به اصفهان محدود شد. آخرین چهرهٔ مهم این خانواده میرزا حسن مشیرالملک انصاری بود که در زمان ظل‌السلطان، شاهزادهٔ قاجار و پسر ناصرالدین‌شاه، وزیر و پیشکار او بود و اقتدار فراوان داشت.